# جان باتيست هيلير
جان باتيست هيلير (بالفرنسية: Jean Baptiste Hilaire)‏ هو رسام فرنسي، ولد في 1753 في Audun-le-Tiche ‏ في فرنسا، وتوفي في 6 أغسطس 1828 في باريس في فرنسا.

## معرض صور

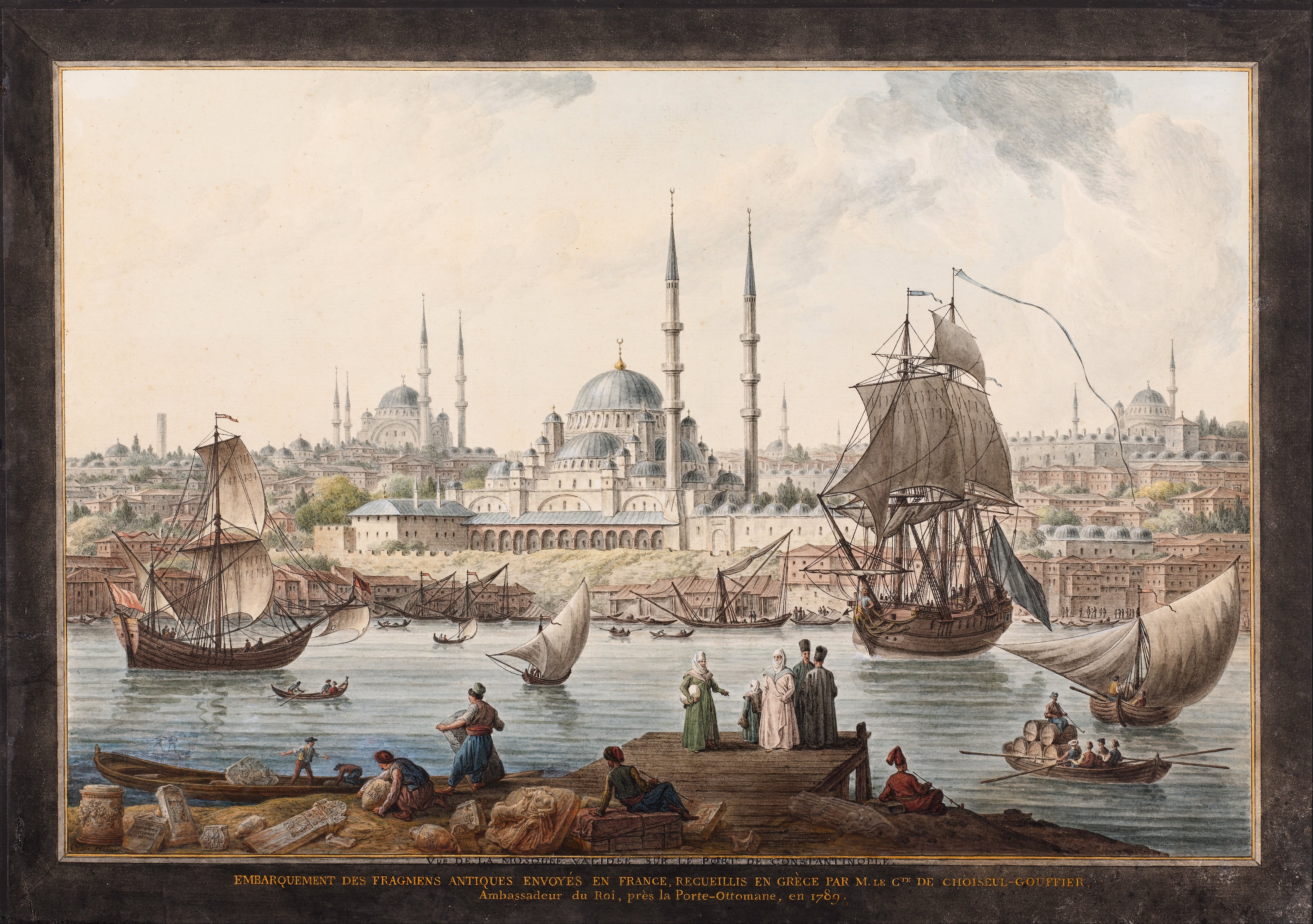
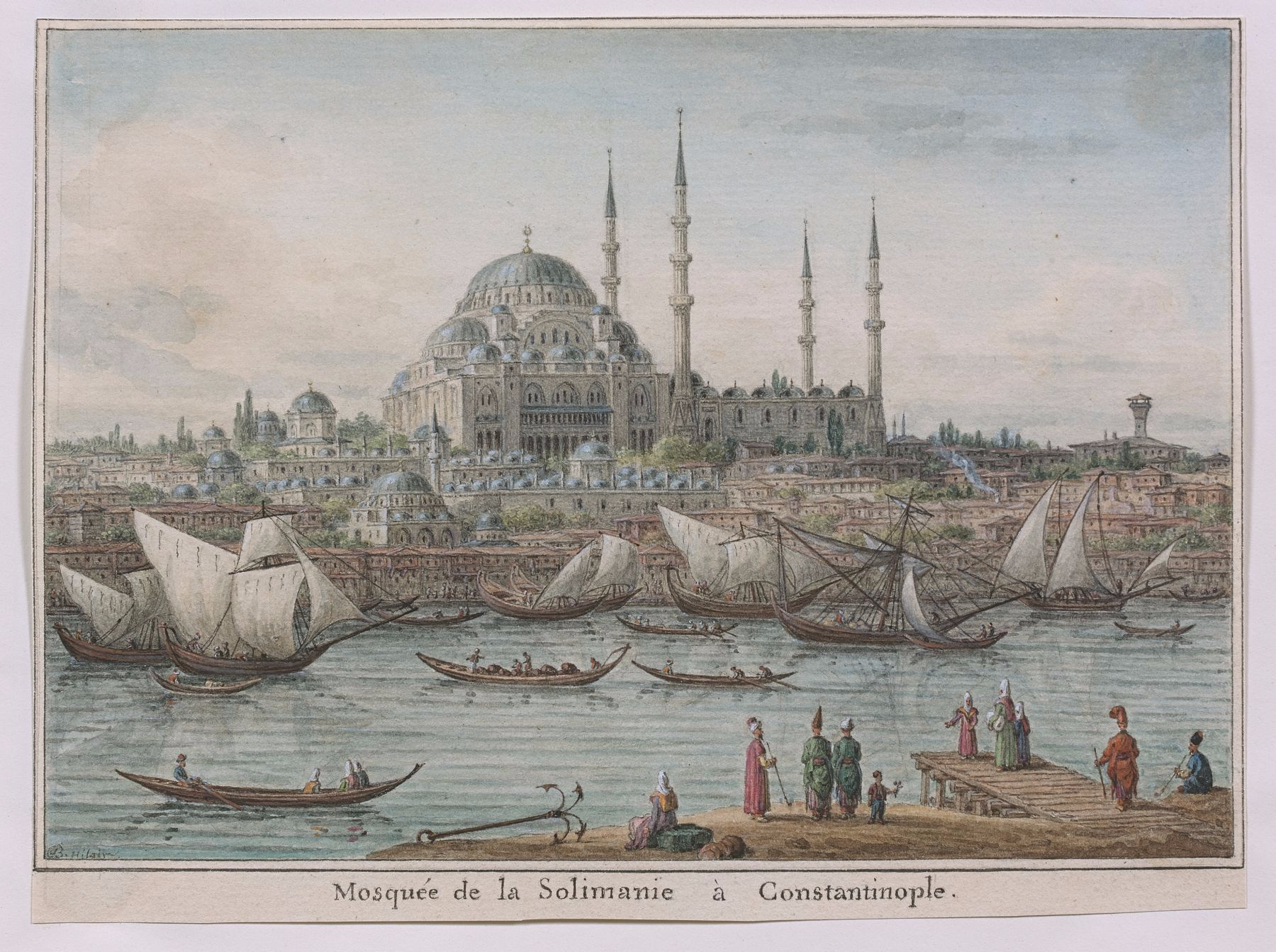
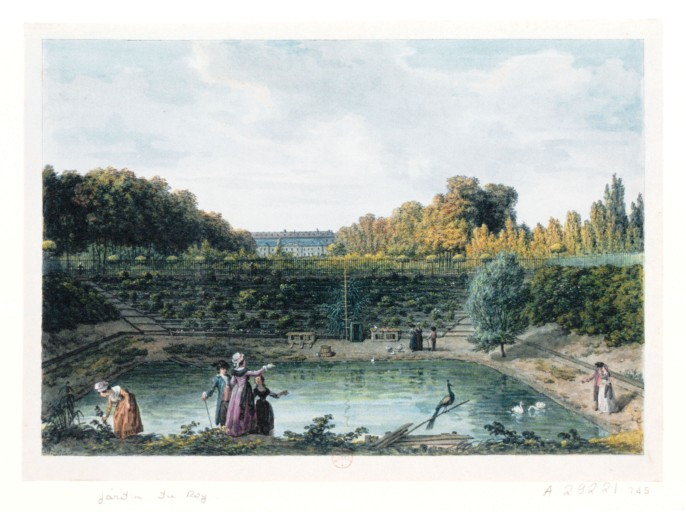